# World Padel Tour 2017
El World Padel Tour 2017 es la quinta edición del World Padel Tour, cuya fundación se produjo en 2013. Esta edición llegó precedida de una temporada de dominio ejercido por Fernando Belasteguín y Pablo Lima en categoría masculina y Marta Marrero y Alejandra Salazar en categoría femenina, y de nuevo en esta temporada, Bela y Lima, dominaron la temporada en categoría masculina, mientras que en categoría femenina las gemelas Sánchez Alayeto conquistaron el número 1.

## Calendario[1]
| Torneo              | Ciudad                     | País           | Fecha                               |
| ------------------- | -------------------------- | -------------- | ----------------------------------- |
| Santander Open      | Santander (Cantabria)      | España         | 27 de marzo - 2 de abril            |
| Miami Master        | Miami                      | Estados Unidos | 24 de abril - 30 de abril           |
| La Coruña Open      | La Coruña                  | España         | 8 de mayo - 14 de mayo              |
| Barcelona Master    | Barcelona                  | España         | 29 de mayo - 4 de junio             |
| Valladolid Open     | Valladolid                 | España         | 19 de junio - 25 de junio           |
| Mijas Open          | Mijas (Málaga)             | España         | 3 de julio - 9 de julio             |
| Gran Canaria Open   | Las Palmas de Gran Canaria | España         | 24 de julio - 30 de julio           |
| Alicante Open       | Alicante                   | España         | 21 de agosto - 27 de agosto         |
| Sevilla Open        | Sevilla                    | España         | 4 de septiembre - 10 de septiembre  |
| Portugal Master     | Lisboa                     | Portugal       | 18 de septiembre - 24 de septiembre |
| Andorra Open        | Andorra La Vieja           | Andorra        | 25 de septiembre - 1 de octubre     |
| Granada Open        | Granada                    | España         | 9 de octubre - 15 de octubre        |
| Zaragoza Open       | Zaragoza                   | España         | 23 de octubre - 29 de octubre       |
| Buenos Aires Master | Buenos Aires               | Argentina      | 6 de noviembre - 12 de noviembre    |
| Euskadi Open        | Bilbao (Vizcaya)           | España         | 20 de noviembre - 26 de noviembre   |
| Master Final        | Madrid                     | España         | 13 de diciembre - 17 de diciembre   |

### Calendario torneos Challengers
| Joma Memorial José Martínez Challenger | Pilar de la Horadada (Alicante)     | España   | 9 de abril - 15 de abril            |
| Lisboa Challenger                      | Lisboa                              | Portugal | 21 de mayo - 28 de mayo             |
| Joma Madrid Challenger                 | San Sebastián de los Reyes (Madrid) | España   | 11 de junio - 18 de junio           |
| Joma Murcia Challenger                 | Murcia                              | España   | 25 de mayo - 2 de junio             |
| Joma Cabrera de Mar Challenger         | Cabrera de Mar (Barcelona)          | España   | 9 de junio - 17 de junio            |
| Helsingborg Challenger                 | Helsingborg                         | Suecia   | 27 de agosto - 3 de septiembre      |
| Marsella Challenger                    | Marsella                            | Francia  | 10 de septiembre - 17 de septiembre |
| Joma Valencia Challenger               | Valencia                            | España   | 15 de octubre - 22 de octubre       |

## Campeones por torneo

### Competición masculina
| Torneo                     | Ganadores                             | Finalistas                        | Resultado      |
| -------------------------- | ------------------------------------- | --------------------------------- | -------------- |
| Santander (Cantabria)      | Paquito Navarro y Sanyo Gutiérrez     | Fernando Belasteguín y Pablo Lima | 4-6, 6-4 y 7-6 |
| Miami                      | Paquito Navarro y Sanyo Gutiérrez     | Fernando Belasteguín y Pablo Lima | 7-6 y 6-3      |
| La Coruña                  | Fernando Belasteguín y Pablo Lima     | Paquito Navarro y Sanyo Gutiérrez | 7-5 y 6-3      |
| Barcelona                  | Fernando Belasteguín y Pablo Lima     | Paquito Navarro y Sanyo Gutiérrez | 6-3, 6-1       |
| Valladolid                 | Paquito Navarro y Sanyo Gutiérrez     | Fernando Belasteguín y Pablo Lima | ab-            |
| Mijas (Málaga)             | Franco Stupaczuk y Cristián Gutiérrez | Matías Díaz y Maxi Sánchez        | 5-7, 6-4 y 6-4 |
| Las Palmas de Gran Canaria | Franco Stupaczuk y Cristián Gutiérrez | Matías Díaz y Maxi Sánchez        | 7-5, 6-1       |
| Alicante                   | Fernando Belasteguín y Pablo Lima     | Paquito Navarro y Sanyo Gutiérrez | 6-3, 3-6 y 6-3 |
| Sevilla                    | Paquito Navarro y Sanyo Gutiérrez     | Fernando Belasteguín y Pablo Lima | 6-4 y 6-2      |
| Lisboa                     | Fernando Belasteguín y Pablo Lima     | Paquito Navarro y Sanyo Gutiérrez | 6-2, 1-6 y 6-1 |
| Andorra                    | Paquito Navarro y Sanyo Gutiérrez     | Fernando Belasteguín y Pablo Lima | 3-6, 6-4 y 6-4 |
| Granada                    | Fernando Belasteguín y Pablo Lima     | Paquito Navarro y Sanyo Gutiérrez | 7-6 y 6-1      |
| Zaragoza                   | Fernando Belasteguín y Pablo Lima     | Matías Díaz y Maxi Sánchez        | 6-4 y 6-2      |
| Buenos Aires               | Fernando Belasteguín y Pablo Lima     | Paquito Navarro y Sanyo Gutiérrez | 6-1 y 7-6      |
| Bilbao (Vizcaya)           | Matías Díaz y Maxi Sánchez            | Fernando Belasteguín y Pablo Lima | 7-6, 4-6 y 6-1 |
| Máster Final de Madrid     | Fernando Belasteguín y Pablo Lima     | Matías Díaz y Maxi Sánchez        | 6-3 y 6-2      |

### Competición femenina
| Torneo                     | Ganadores                                   | Finalistas                             | Resultado      |
| -------------------------- | ------------------------------------------- | -------------------------------------- | -------------- |
| Santander (Cantabria)      | Marta Ortega y Ariana Sánchez               | Elisabeth Amatriain y Patricia Llaguno | 6-4 y 7-6      |
| Miami                      | No disputado en categoría femenina          |                                        |                |
| La Coruña                  | Mapi Sánchez Alayeto y Majo Sánchez Alayeto | Marta Marrero y Alejandra Salazar      | 6-4 y 6-2      |
| Barcelona                  | Mapi Sánchez Alayeto y Majo Sánchez Alayeto | Lucía Sainz y Gemma Triay              | 6-4, 3-6 y 6-1 |
| Valladolid                 | Mapi Sánchez Alayeto y Majo Sánchez Alayeto | Marta Marrero y Alejandra Salazar      | 7-6, 4-5 y ab- |
| Mijas (Málaga)             | Mapi Sánchez Alayeto y Majo Sánchez Alayeto | Marta Marrero y Cata Tenorio           | 6-2 y 7-6      |
| Las Palmas de Gran Canaria | No disputado en categoría femenina          |                                        |                |
| Alicante                   | Mapi Sánchez Alayeto y Majo Sánchez Alayeto | Marta Marrero y Cata Tenorio           | 6-3 y 7-6      |
| Sevilla                    | Mapi Sánchez Alayeto y Majo Sánchez Alayeto | Marta Marrero y Cata Tenorio           | 6-3 y 6-1      |
| Lisboa                     | No disputado en categoría femenina          |                                        |                |
| Andorra                    | Mapi Sánchez Alayeto y Majo Sánchez Alayeto | Marta Marrero y Cata Tenorio           | 6-4 y 6-1      |
| Granada                    | Lucía Sainz y Gemma Triay                   | Marta Marrero y Cata Tenorio           | 6-2 y 6-4      |
| Zaragoza                   | Lucía Sainz y Gemma Triay                   | Elisabeth Amatriain y Patricia Llaguno | 6-4, 3-6 y 7-5 |
| Buenos Aires               | No disputado en categoría femenina          |                                        |                |
| Bilbao (Vizcaya)           | Mapi Sánchez Alayeto y Majo Sánchez Alayeto | Lucía Sainz y Gemma Triay              | 6-3 y 6-3      |
| Máster Final de Madrid     | Mapi Sánchez Alayeto y Majo Sánchez Alayeto | Marta Ortega y Ariana Sánchez          | 7-5, 7-5       |

## Ranking a final de temporada

### Ranking Masculino
| Ranking | Nombre               | País      | Puntos |
| ------- | -------------------- | --------- | ------ |
| 1       | Fernando Belasteguín | Argentina | 14.600 |
| 1       | Pablo Lima           | Brasil    | 14.600 |
| 3       | Sanyo Gutiérrez      | Argentina | 11.965 |
| 3       | Paquito Navarro      | España    | 11.965 |
| 5       | Matías Díaz          | España    | 8.060  |
| 5       | Maxi Sánchez         | Argentina | 8.060  |
| 7       | Franco Stupaczuk     | Argentina | 6.400  |
| 8       | Cristián Gutiérrez   | Argentina | 6.280  |
| 9       | Miguel Lamperti      | Argentina | 4.320  |
| 10      | Alejandro Galán      | España    | 3.409  |
| 10      | Juan Cruz Belluati   | Argentina | 3.409  |
| 12      | Juani Mieres         | España    | 3.220  |
| 13      | Godo Díaz            | Argentina | 2.815  |
| 13      | Luciano Capra        | Argentina | 2.815  |
| 15      | Álvaro Cepero        | España    | 2.730  |

### Ranking femenino
| Ranking | Nombre               | País      | Puntos |
| ------- | -------------------- | --------- | ------ |
| 1       | Majo Sánchez Alayeto | España    | 11.420 |
| 1       | Mapi Sánchez Alayeto | España    | 11.420 |
| 3       | Marta Marrero        | España    | 6.965  |
| 4       | Gemma Triay          | España    | 6.785  |
| 4       | Lucía Sainz          | España    | 6.785  |
| 6       | Cata Tenorio         | Argentina | 6.175  |
| 7       | Ariana Sánchez       | España    | 4.930  |
| 7       | Marta Ortega         | España    | 4.930  |
| 9       | Elisabeth Amatriain  | España    | 4.700  |
| 9       | Patricia Llaguno     | España    | 4.700  |
| 11      | Victoria Iglesias    | España    | 3.290  |
| 12      | Teresa Navarro       | España    | 2.455  |
| 13      | Carolina Navarro     | España    | 2.440  |
| 13      | Cecilia Reiter       | Argentina | 2.440  |
| 15      | Alejandra Salazar    | España    | 2.170  |